# Vườn quốc gia Komodo
Vườn quốc gia Komodo là một vườn quốc gia của Indonesia nằm ở quần đảo Sunda nhỏ cạnh biên giới giữa Đông Nusa Tenggara và Tây Nusa Tenggara. Vườn quốc gia bao gồm ba đảo lớn Komodo, Padar và Rinca và 26 đảo nhỏ, với tổng diện tích 1.733 km² (603 km² là đất liền). Vườn được thành lập năm 1980 để bảo tồn rồng Komodo, loài thằn lằn lớn nhất. Sau đó, các sinh vật khác (gồm cả động vật biển) cũng được đưa vào tầm bảo vệ. Năm 1991, UNESCO công nhận vườn quốc gia Komodo là di sản thế giới.
Vườn quốc gia Komodo là một trong Bảy Kì quan Thiên nhiên Mới của Thế giới. Quần đảo Komodo là một phần của Tam giác San hô và là một trong những nơi giàu về đa dạng sinh học biển nhất thế giới.

## Địa lý và khí hậu

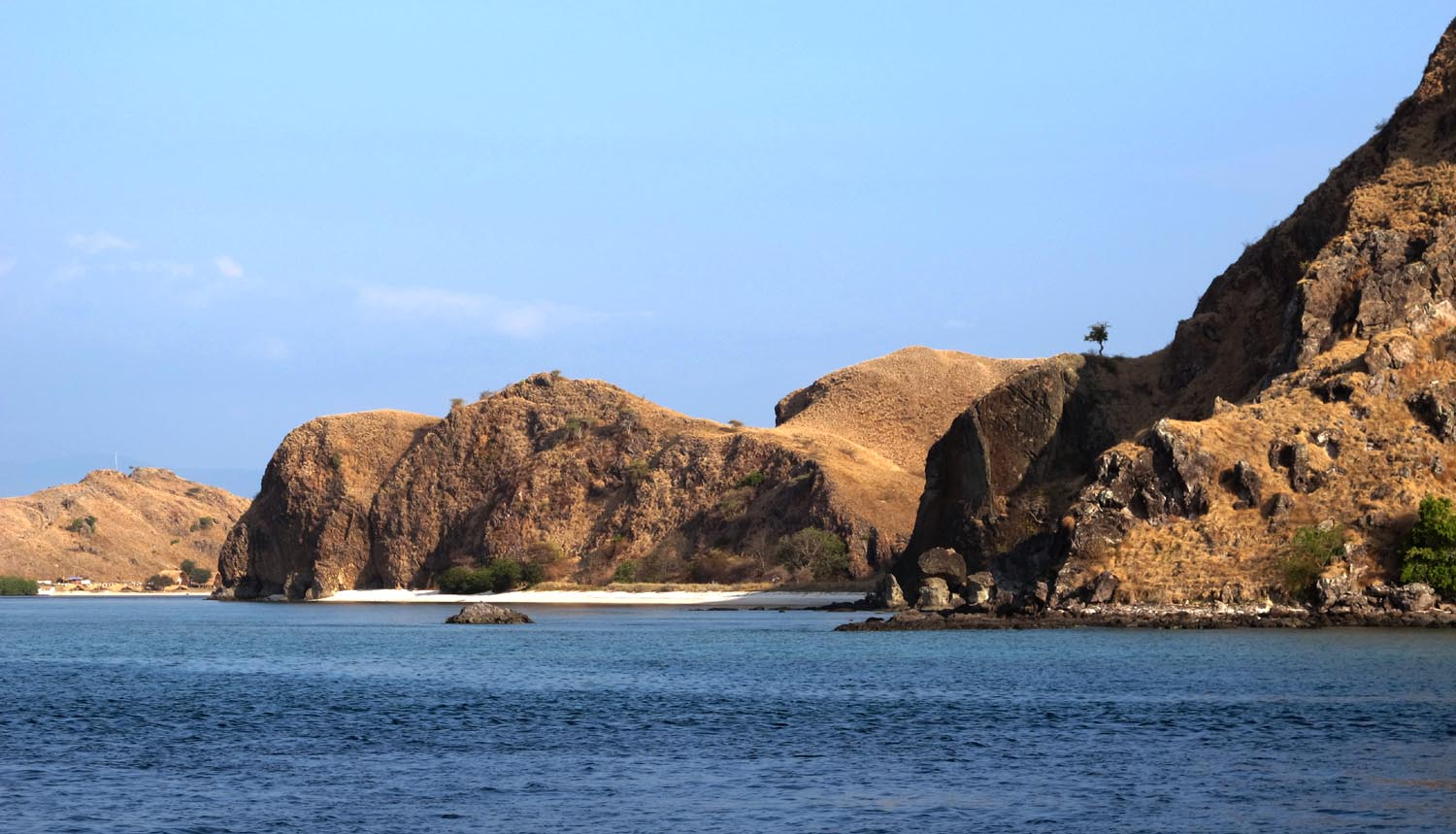
Đảo Komodo là một trong những nơi khô nhất Indonesia, với địa hình gồ ghề và ít cây cối.

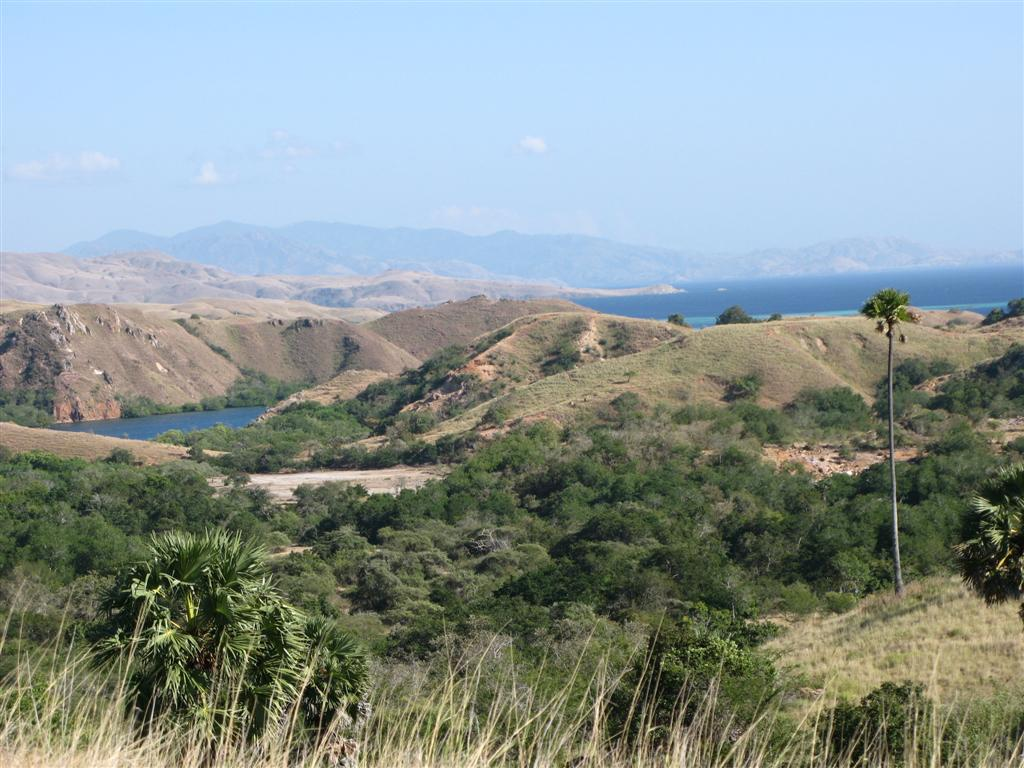
Đảo Rinca

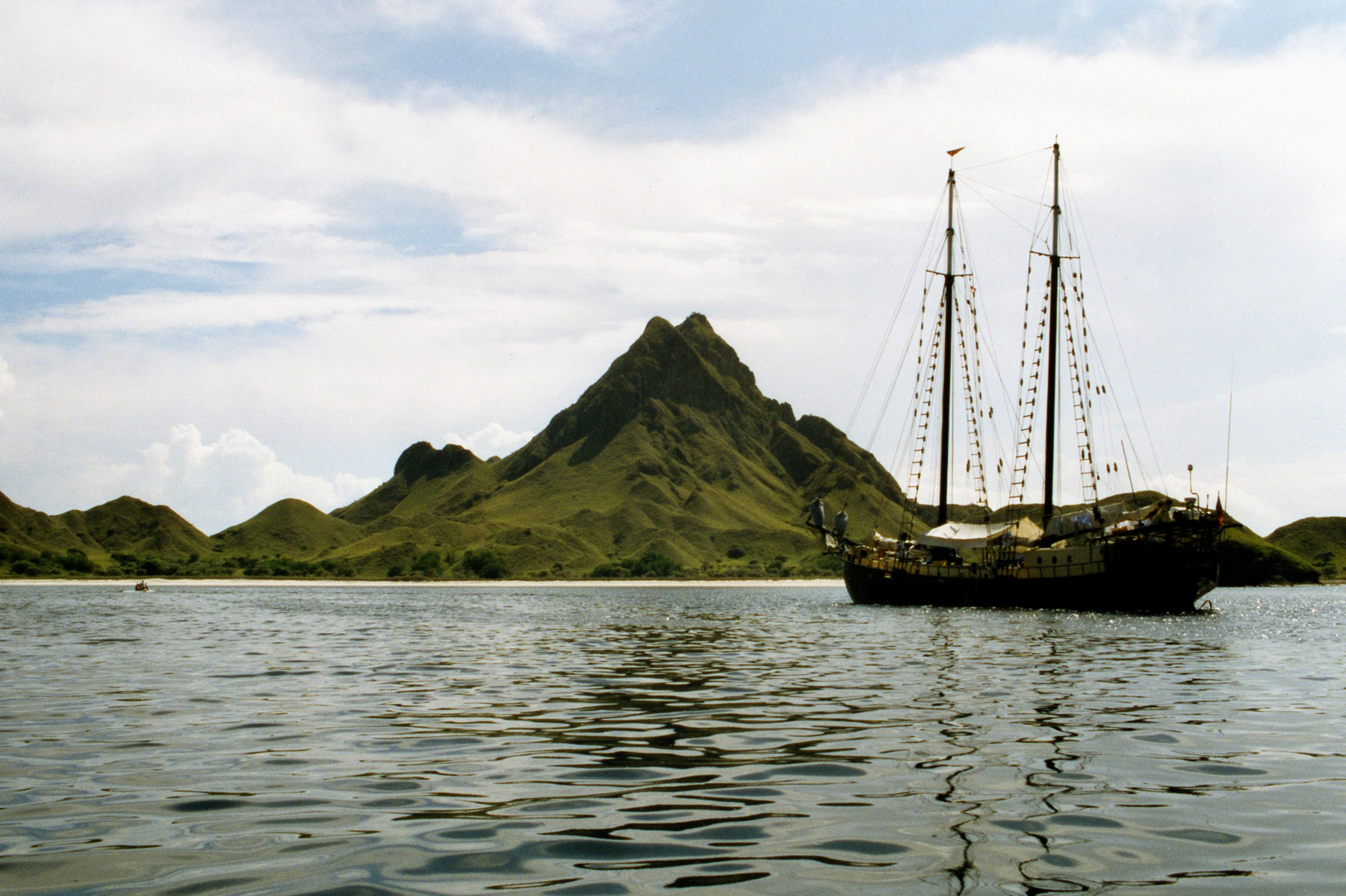
Đảo Padar

Vườn quốc gia bao gồm miền ven biển mạn tây Flores, với ba đảo lớn Komodo, Padar và Rinca, cùng 26 đảo nhỏ hơn. Các hòn đảo đều có nguồn gốc núi lửa. Địa hình khá gồ ghề, nhiều đồi, với độ cao có thể đạt 735 m. Khí hậu ở đây thuộc loại khô nhất Indonesia với lượng mưa hàng năm từ 800 đến 1000 mm. Nhiệt độ trung bình mùa khô (tháng 5-10) là chừng 40 °C.